# Karl Friedrich Vieweg
Karl Friedrich Vieweg (ook wel Carl Friedrich Vieweg (fl. 1761 - 28. Juli 1833 Berlijn) was een Duits entomoloog.
Vieweg's geboorte- en sterfdatum zijn niet bekend maar hij publiceerde zijn belangrijkste werk in 1790 en was gespecialiseerd in Lepidoptera (vlinders en motten).

## Taxa
Vieweg is de auteur van een aantal namen onder de gepubliceerde Zoölogische nomenclatuur, zoals : 
- De gewone breedvleugeluil (Diarsia rubi), een nachtvlinder uit de familie van de uilen (Noctuidae)
- Het wilgenweeskind (Catocala electa), een nachtvlinder uit de familie van de spinneruilen (Erebidae)
- Orbona fragariae, een nachtvlinder uit de familie van de uilen (Noctuidae)

## Publicaties
- Tabellarisches Verzeichniss der in der Churmark Brandenburg Einheimischen Schmetterlinge. Zweytes Heft. Mit Drey illuminirten Kupfertafeln. 1-98, 3 platen (Vieweg, Berlijn). (online)

- Gemeinsame Normdatei: 133104982
- International Standard Name Identifier: 0000 0000 3014 7792
- Virtual International Authority File: 6113259